# 芭比的粉紅舞鞋
《芭比的粉紅舞鞋》（英語：Barbie in The Pink Shoes）是环球影业於2013年2月26日發售的錄影帶首映動畫作品。該作為芭比動畫系列的第24部電影（第25張DVD），主人公是由芭比扮演的芭蕾舞者—克麗絲汀。
香港於2013年3月14日由洲立影視有限公司代理發行DVD。台灣於2013年4月19日由傳訊時代多媒體股份有限公司代理发行DVD。2015年5月16日在東森幼幼台首播。中国大陆由新汇集团上海声像出版社有限公司出版发行。

## 劇情
熱愛芭蕾舞蹈的少女—克麗絲汀在嚴格的舞蹈培訓老師—娜塔莎的教導下練習芭蕾，但克麗絲汀是一個非常有主見的女孩，她總是希望能在傳統的芭蕾舞步上發明創新。這讓娜塔莎很不高興，比起克麗絲汀，娜塔莎更喜歡另一位優秀的芭蕾舞者—塔拉。娜塔莎的教學更傾向於傳統的芭蕾舞蹈，因此按照娜塔莎所安排的動作來跳芭蕾的塔拉得到了她的喜愛和認可。
有一天，克麗絲汀在無意中發現了一雙閃亮的粉紅舞鞋。在穿上粉紅舞鞋的瞬間，她和舞蹈團的女裁縫—海莉一同被粉紅舞鞋的神奇魔力傳送到了一個奇幻的芭蕾舞世界，這是個由經典的芭蕾舞剧《吉賽爾》和《天鵝湖》交織而成的奇幻世界，這裡存在着邪惡的冰雪女王和羅特巴特。
克麗絲汀最初以吉賽爾的身份出現在這個世界里，隨後遇到了冰雪女王，并知道了冰雪女王要抓她。在克麗絲汀逃跑的過程中，海莉要求克麗絲汀脫掉舞鞋，這樣就能返回現實世界，但克麗絲汀已沉浸在這個世界中，不願脫去舞鞋。不知不覺她和海莉來到了一處湖邊，在那裡克麗絲汀又變成了天鵝女王奥杰塔，和西格菲王子相遇，王子邀請她晚上到他的舞會上跳舞，後來她們又遇到了巫師羅特巴特，羅特巴特把克麗絲汀和海莉雙雙變成了天鵝，只有在太陽落山後她們才能變回人形。為了破解魔咒，她們必須趕到城堡的舞會上和王子跳舞，最終克麗絲汀用自己創新的舞蹈證明了自己，贏得了王子的真心，并成功破解了魔咒，而海莉則被冰雪女王給抓走了。為了救出海莉，克麗絲汀和同伴來到冰雪女王的城堡，發現海莉在冰雪女王的操控下，成為了沒有自己的情感和意志，只會跳傳統芭蕾的牽線木偶。克麗絲汀讓冰雪女王不要再折磨她的同伴，并要求自己來代替她。冰雪女王開始用魔法控制克麗絲汀讓她來跳沒有情感的芭蕾，但克麗絲汀總是试圖跳自己創新的舞蹈來擺脫她，最終冰雪女王沒有辦法再控制她，被克麗絲汀自信又充滿熱情的舞姿給融化，成功救出了海莉和被囚禁在城堡中的人。克麗絲汀在這個奇幻世界里實現了自己的夢想，當她脫下粉紅舞鞋時，粉紅舞鞋的魔力把她和海莉又帶回了現實世界中，這次她要在舞台上證明自己，用自己的方式跳出心中的夢想。

## 配音員
| 角色                                            | 原聲          | 國語配音 | 國語配音 | 國語配音 |
| 角色                                            | 原聲          | 中国大陆 | 台湾     |          |
| ----------------------------------------------- | ------------- | -------- | -------- | -------- |
| 克麗絲汀（Kristin）                             | 凱莉·謝里丹   | 锺薇     | 傅其慧   |          |
| 海莉（Hailey）                                  | 凱蒂·克朗     | 莎莎     | 丘梅君   |          |
| 迪倫（Dillon）/西格菲王子（Prince Siegfried）   | 布瑞特·迪爾   | 大牛     | 何志威   |          |
| 塔拉（Tara）                                    | 阿里·利伯特   | 小云     | 吳貴竹   |          |
| 娜塔莎（Madame Natasha）/冰雪女王（Snow Queen） | 塔碧莎·卓曼   | 陈玉美   | 杜素真   |          |
| 凱特琳娜（Madame Katerina）                     | 洛丽·特里奥洛 | 李俊英   | 陳季霞   |          |
| 亞布利奇（Albrecht）                            | 泰沃·德韦尔   | 维亚     | 馬伯強   |          |
| 希拉倫（Hilarion）                              | 凯尔·赖德奥特 | 维亚     | 夏治世   |          |
| 吉賽爾媽媽（Giselle's Mom）                     | 泰瑞·罗瑟里   | 赵冰冰   | 馮艾玫   |          |
| 羅特巴特（Rothbart）                            | 比爾·曼帝     | 大饼     | 康殿宏   |          |
| 漢娜（Hannah）                                  | 阿里·利伯特   | 赵冰冰   | 夏乙田   |          |

## 主題歌
Keep on Dancing
创作：Jim Dooley, Gabriel Mann, Rob Hudnut
演唱：Rachel Bearer

## 配音譯製人員
中国大陆國語版工作人員
- 翻译/对白领班：蔡济生
- 对白录音师/对白编写：黄达夫
- 制作统筹：杨颖琳
- 国际项目统筹：Chrystel Alard, Angela Sa

台灣國語版工作人員
- 翻譯：劉惠嵐
- 對白領班/對白編寫：夏治世
- 對白錄音師：蔡怡螢
- 執行製作：練雪琪
- 製作統籌：王紀盛
- 國際專案統籌：Shrystel Alard, Angela Sa

## 外部連結
- 《芭比的粉紅舞鞋》 （页面存档备份，存于） - 環球影業家庭娛樂（英文）
- 在Netflix上觀看《芭比的粉紅舞鞋》
- 互联网电影数据库（IMDb）上《芭比的粉紅舞鞋》的资料（英文）
- 豆瓣电影上《芭比的粉紅舞鞋》的資料 （简体中文）
- AllMovie上《芭比的粉紅舞鞋》的资料（英文）
- 爛番茄上《芭比的粉紅舞鞋》的資料（英文）